# 南茜·迈耶斯
南希·简·迈耶斯（英語：Nancy Jane Meyers，1949年12月8日—），美國猶太裔導演、編劇暨製片人。代表作品多為浪漫喜劇，如琳賽·蘿涵主演的《天生一對》(1998)、梅爾·吉勃遜和海倫·杭特主演的《男人百分百》(2000)、 黛安·基頓和傑克·尼克遜主演的《愛你在心眼難開》(2003)、卡麥蓉·狄亞和凱特·溫絲蕾主演的《戀愛沒有假期》（2006）、梅莉·史翠普和亞歷·鮑德溫主演的《愛 找麻煩》(2009)，及勞勃·狄尼洛和安·海瑟薇主演的《高年級實習生》(2015)。
她也曾為不少電影撰寫劇本及擔任製片，如歌蒂·韓主演的《小迷糊當大兵》(1980)，讓梅爾斯抱回當年的奧斯卡最佳原創劇本獎；茱兒·芭莉摩演出的《舞台》(1984)、黛安·基頓主演的《嬰兒炸彈》(1987)、史提夫·馬丁主演的《新岳父大人》(1991) 及續作《新岳父大人之三喜臨門》(1995)。
梅爾斯曾與製片查爾斯·舒耶有過一段婚姻，育有兩位女兒。2020年2月，梅爾斯在紐約時報的摩登情愛專欄撰文，表示與前夫成為了老友關係。么女荷莉·梅爾斯-舒耶後來也成為演員、編劇暨導演，其編導處女作為《愛情齡距離》(2017)，由梅爾斯擔任製片。

## 主要作品
- 导演：
  - 1998年 （The Parent Trap)
  - 2000年 《男人百分百》(What Women Want)
  - 2003年 (Something's Gotta Give)
  - 2006年 《戀愛沒有假期》(The Holiday)
  - 2009年 (It's Complicated)
  - 2015年 (The Intern)
  - 2018年 《Walmart: The Box》廣告
- 编剧：
  - 1980年 《傻妹从军》(Private Benjamin)，及電視劇其中一集 (1981)
  - 1984年 《舞台》 (Irreconcilable Differences)
  - 1984年 《小迷糊平步青云》(Protocol)
  - 1986年 《東西戰爭》(Jumpin' Jack Flash)
  - 1987年 《婴儿炸弹》(Baby Boom)，及電視劇系列 (Baby Boom) (1988)
  - 1991年 《新岳父大人》(Father of the Bride)
  - 1992年 《Once Upon a Crime...》
  - 1994年 《我愛麻煩》(I Love Trouble)
  - 1995年 《新岳父大人之三喜臨門》(Father of the Bride Part II)
  - 1998年 （The Parent Trap)
  - 2003年 (Something's Gotta Give)
  - 2006年 《戀愛沒有假期》(The Holiday)
  - 2009年 (It's Complicated)
  - 2015年 (The Intern)
  - 2018年 《Walmart: The Box》廣告
- 製片： 
  - 1980年 《傻妹从军》（Private Benjamin）
  - 1984年 《舞台》(Irreconcilable Differences)
  - 1987年 《嬰兒炸彈》(Baby Boom)
  - 1991年 《新岳父大人》(Father of the Bride)
  - 1994年 《我愛麻煩》(I Love Trouble)
  - 1995年 《新岳父大人之三喜臨門》(Father of the Bride Part II)
  - 2000年 (What Women Want)
  - 2003年 (Something's Gotta Give)
  - 2006年 《戀愛沒有假期》(The Holiday)
  - 2009年 《愛 找麻煩》(It's Complicated)
  - 2015年  (The Intern)
  - 2017年 《愛情齡距離》 (Home Again)

## 外部連結
- 南茜·迈耶斯在互联网电影资料库（IMDb）上的資料（英文）